# Alessandro Zampedri
 (mars 2016).
Alessandro Zampedri, né le 3 octobre 1969 à Brescia, en Lombardie, est un pilote automobile italien. Il est le champion 2005 de la Porsche Supercup.

## Carrière automobile
- 1990 : Championnat d'Italie de Formule 3, 17e
- 1991 : Championnat d'Italie de Formule 3, 9e
- 1992 : Formule 3000, 12e
- 1993 : Formule 3000, 11e
- 1994 : CART, 25e
- 1995 : CART, 22e
- 1996 : IndyCar Series, 28e
- 1997 : IndyCar Series, 39e
- 2000 : Porsche Supercup, 9e
- 2001 : Porsche Supercup, 8e
- 2002 : Porsche Supercup, 7e
- 2003 : Porsche Supercup, 6e
- 2004 : Porsche Supercup, 11e
- 2005 : Porsche Supercup, champion
- 2006 : Porsche Supercup, 7e
- 2007 : Porsche Supercup, 7e
- 2008 : Porsche Supercup, 16e (en cours)